# Thymus spathulifolius
Thymus spathulifolius là một loài thực vật có hoa trong họ Hoa môi. Loài này được Hausskn. & Velen. miêu tả khoa học đầu tiên năm 1906.